# Antonio José López Martínez
Antonio José López Martínez (Puerto Lumbreras, 5 de septiembre de 1989) es un exfutbolista que jugó como defensa.

## Trayectoria deportiva
Nacido en Puerto Lumbreras, Murcia, López se unió al plantel juvenil del Valencia CF en 2004, a la edad de 14 años. Hizo su debut en la categoría de senior cuando estaba cedido en Catarroja CF en la temporada 2008-09, en Tercera División.
Después de un período de préstamo en Burjassot CF, López se trasladó a otro equipo filial, el Levante UD B también en Tercera División. El 27 de octubre de 2010 hizo su debut con el equipo principal de este último, jugando los 90 minutos completos en una victoria de 3-2 Copa del Rey fuera de casa contra el CD de Xerez. 
Posteriormente, López luchó contra lesiones, y dejó el club en 2012. Posteriormente se unió a Hellín Deportivo también en la Tercera División.
En el verano de 2013, López se unió al Hércules CF, siendo asignado al FC Jove Español San Vicente, el equipo de campo del club. El 3 de agosto de 2014 volvería a la Segunda División B, integrando las filas de La Hoya Lorca CF.
En la temporada 2016-17, ascendería con el Lorca FC a la Liga 123.
En verano de 2018, Antonio López pone fin a un ciclo de cuatro temporadas en el Artés Carrasco, primero con La Hoya Lorca, en dos campañas en las que destacó con José Miguel Campos y Paco García en el banquillo; y luego con el rebautizado Lorca FC, con el que logró el ascenso a Segunda en 2017 y en esta la campaña 2017/18 cumplió su sueño de debutar en Segunda A.
Durante la temporada en Segunda División, solo pudo actuar en siete encuentros, a partir del mes de marzo. Y es que en agosto sufrió una gravísima lesión (se rompió el ligamento cruzado de la rodilla y tuvo que pasar por el quirófano), que le tuvo siete meses apartado de los terrenos de juego.
En julio de 2018, se compromete con el FC Cartagena por una temporada.
En julio de 2019 se convierte en nuevo jugador del Real Murcia, tras jugar apenas 9 partidos con el FC Cartagena la temporada anterior debido a las lesiones.
En octubre de 2021 sufrió una dolencia cardiaca que le hizo estar ingresado varias semanas en el hospital, y que se derivó en una miocardiopatía. Esto terminó con su carrera deportiva a los 32 años.

## Clubes
| Club              | País   | Temporada |
| ----------------- | ------ | --------- |
| Valencia Mestalla | España | 2008–2009 |
| Catarroja CF      | España | 2008–2009 |
| Valencia Mestalla | España | 2009–2010 |
| Burjassot CF      | España | 2010      |
| Atlético Levante  | España | 2010–2011 |
| Levante UD        | España | 2010–2011 |
| Atlético Levante  | España | 2011–2012 |
| Hellín Deportivo  | España | 2012–2013 |
| FC Jove Español   | España | 2013–2014 |
| Lorca FC          | España | 2014–2015 |
| Lorca FC          | España | 2015–2016 |
| Lorca FC          | España | 2016–2017 |
| Lorca FC          | España | 2017–2018 |
| FC Cartagena      | España | 2018–2019 |
| Real Murcia       | España | 2019–2020 |
| Real Murcia       | España | 2020–2021 |